# Орден Мужества
О́рден Му́жества — государственная награда Российской Федерации. Учреждён Указом Президента Российской Федерации от 2 марта 1994 года № 442 «О государственных наградах Российской Федерации». Автор эскиза награды — народный художник Российской Федерации Е. И. Ухналёв.
Орденом награждаются граждане Российской Федерации, проявившие самоотверженность, мужество и отвагу при охране общественного порядка, в борьбе с преступностью, при спасении людей во время стихийных бедствий, пожаров, катастроф и других чрезвычайных обстоятельств, а также за смелые и решительные действия, совершенные при исполнении воинского, гражданского или служебного долга в условиях, сопряженных с риском для жизни. В установленных статутом награды случаях орденом Мужества могут быть награждены и иностранные граждане.
По состоянию на 2014—2015 годы количество награждений орденом Мужества превысило 100 тысяч. Статутом награды допускаются повторные награждения, известны многократные кавалеры ордена, в том числе шестикратные.

## История

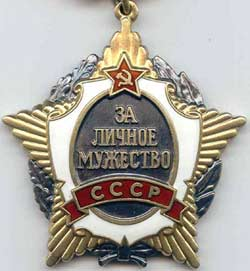
Орден «За личное мужество»

Указом Президиума Верховного Совета СССР от 28 декабря 1988 года был учреждён орден «За личное мужество». Как указывает кандидат юридических наук М. А. Рогов, статут ордена предусматривал награждение граждан СССР за мужество и отвагу, проявленные при спасении людей, охране общественного порядка и социалистической собственности, в борьбе с преступностью, стихийными бедствиями и при других чрезвычайных обстоятельствах.
25 декабря 1991 года, согласно принятому Верховным Советом РСФСР закону, РСФСР была переименована в Российскую Федерацию. 26 декабря 1991 года СССР прекратил своё существование, Россия выделилась из него как самостоятельное государство. 21 апреля 1992 года Съезд народных депутатов России утвердил переименование, внеся соответствующие поправки в Конституцию РСФСР, которые вступили в силу с момента опубликования, 16 мая 1992 года. Указом Президиума Верховного Совета Российской Федерации от 2 марта 1992 года № 2424-1 до принятия закона о государственных наградах в наградной системе России были сохранены некоторые знаки отличия, существовавшие в СССР, в том числе орден «За личное мужество».
Указом Президента Российской Федерации от 2 марта 1994 года № 442 «О государственных наградах Российской Федерации» вместе с другими наградами был учреждён орден Мужества. Историк, кандидат исторических наук А. И. Гончаров характеризует данный орден как аналог советского ордена «За личное мужество», а в некоторых источниках подчёркивается, что орден Мужества фактически стал правопреемником ордена «За личное мужество», поскольку в статутах данных наград много общего.

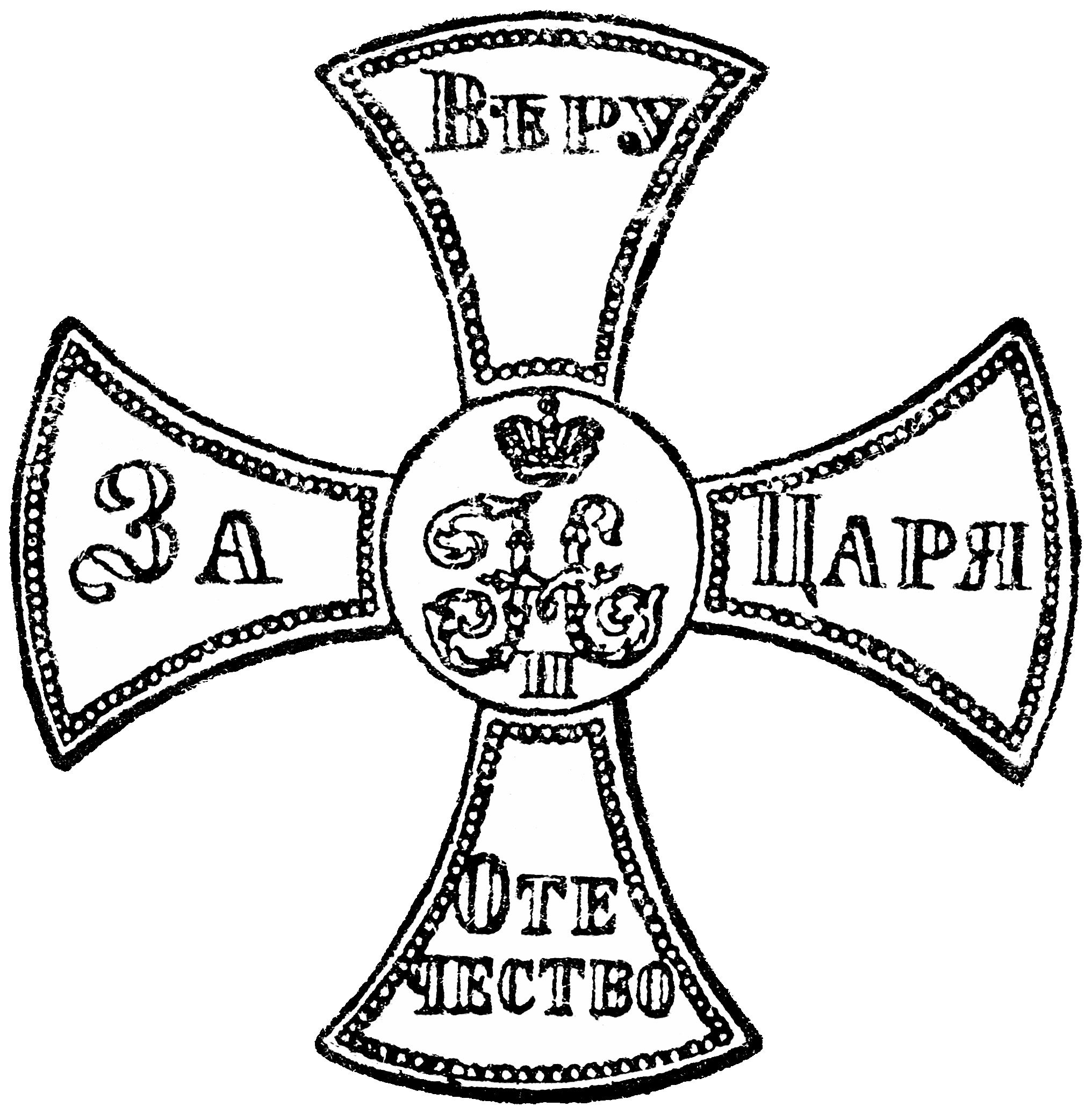
Изображение ополченского креста на «Ополченском билете» времён Николая II

В процессе создания ордена Мужества велись дебаты как по поводу формы награды, так и по поводу её названия. Так, А. И. Гончаров отмечает, что одним из рабочих названий новой награды было «орден „Пылающего сердца“», по аналогии с американской медалью «Пурпурное сердце». В разработке эскизов принимали участие заслуженный деятель искусств А. М. Авербах, старший научный сотрудник Государственного исторического музея В. А. Дуров, доктор исторических наук И. В. Можейко, кандидат исторических наук П. К. Корнаков. Форма наградного знака была предложена председателем Геральдического совета при Президенте Российской Федерации — государственным герольдмейстером Георгием Вадимовичем Вилинбаховым, а окончательный эскиз знака ордена был создан народным художником Российской Федерации Евгением Ильичом Ухналёвым (1931—2015), который также известен как автор современного Государственного герба Российской Федерации, знаков президентской власти и ряда высших государственных наград Российской Федерации.
За основу знака ордена Мужества был взят «крест Рупперта», то есть крест, вписанный в круг. Подобную форму имели различные знаки Русской императорской армии, в частности, ополченские кресты 1812 и 1855 годов и нагрудный знак Александровского военного училища, однако, как отмечает А. И. Гончаров, «она никогда не была присущей российским орденам». Е. И. Ухналёв предлагал разместить на знаке ордена накладной позолоченный Государственный герб, однако экономическая ситуация в России начала 1990-х годов не позволила художнику в полной мере реализовать задуманный проект, так как изготовление ордена Мужества именно в таком виде значительно увеличило бы себестоимость награды. По мнению А. И. Гончарова, данное изменение «придало бы знаку дополнительную торжественность и гармоничность», однако отказ от него привёл к тому, что в окончательном варианте знака ордена Государственный герб, изображённый в центральной части знака, вследствие своего маленького размера «практически „потерялся“ среди расходящихся от него рельефных лучей».

## Статут ордена

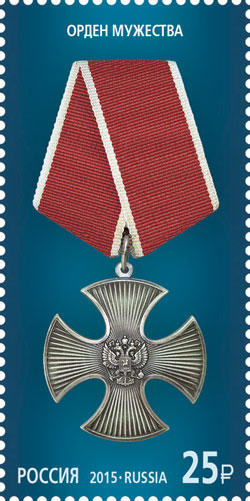
Орден Мужества на почтовой марке России 2015 года из серии «Государственные награды Российской Федерации»

Согласно статуту награды, утверждённому Указом Президента Российской Федерации от 7 сентября 2010 года № 1099 «О мерах по совершенствованию государственной наградной системы Российской Федерации» (в редакции указа от 19 ноября 2021 года № 665), орденом Мужества награждаются граждане Российской Федерации, «проявившие самоотверженность, мужество и отвагу при охране общественного порядка, в борьбе с преступностью, при спасении людей в чрезвычайных ситуациях, а также за смелые и решительные действия, совершенные при исполнении воинского, гражданского или служебного долга в условиях, сопряженных с риском для жизни».
Статутом ордена также устанавливаются, что награды могут быть удостоены граждане иностранных государств, «проявившие самоотверженность, мужество и отвагу при спасении граждан Российской Федерации в чрезвычайных ситуациях».
В соответствии со статутом допускается награждение орденом посмертно. Лицо, удостоенное трёх орденов Мужества, при «совершении ещё одного подвига или иного мужественного и самоотверженного поступка» может быть представлено к званию Героя Российской Федерации.
Знак ордена Мужества носится на левой стороне груди и при наличии других орденов Российской Федерации располагается после знака ордена Нахимова. Статутом допускается ношение миниатюрной копии знака ордена Мужества для особых случаев и возможного повседневного ношения на гражданской одежде; миниатюрная копия располагается после миниатюрной копии знака ордена Нахимова.
При ношении на форменной одежде ленты ордена на планке она располагается после ленты ордена Нахимова. На гражданской одежде лента ордена Мужества размещается в виде розетки, которая располагается на левой стороне груди.

## Описание

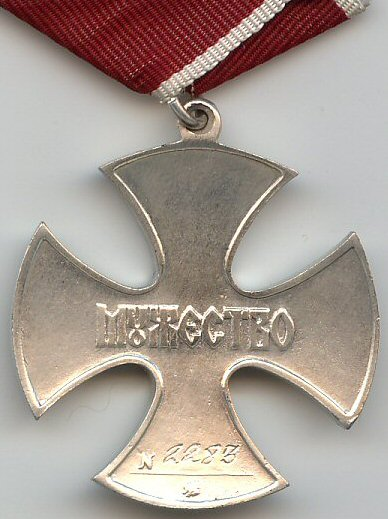
Оборотная сторона знака ордена

Знак ордена Мужества изготавливается из серебра и представляет собой равноконечный крест с закругленными концами, рельефным бортиком по краю и рельефными лучами. В центре креста помещено рельефное изображение Государственного герба Российской Федерации.
На оборотной стороне знака, по горизонтали, размещена рельефная надпись: «МУЖЕСТВО», исполненная стилизованными буквами, а также номер знака ордена. По краю — рельефный бортик. Расстояние между концами креста составляет 40 миллиметров.
Знак ордена при помощи ушка и кольца соединяется с пятиугольной колодкой, обтянутой шёлковой, муаровой лентой красного цвета с белыми полосками вдоль краёв. Ширина ленты составляет 24 миллиметра, ширина полосок — 2 миллиметра.
Миниатюрная копия знака ордена Мужества носится на колодке. Расстояние между концами креста — 15,4 миллиметра, высота колодки от вершины нижнего угла до середины верхней стороны — 19,2 миллиметра, длина верхней стороны — 10 миллиметров, длина каждой из боковых сторон — 16 миллиметров, длина каждой из сторон, образующих нижний угол, — 10 миллиметров.
При ношении на форменной одежде ленты ордена используется планка высотой 8 мм, ширина ленты — 24 миллиметра. На ленте ордена в виде розетки крепится миниатюрное изображение знака ордена из металла серебристого цвета. Расстояние между концами креста составляет 13 миллиметров. Диаметр розетки — 15 миллиметров.

## Награждения

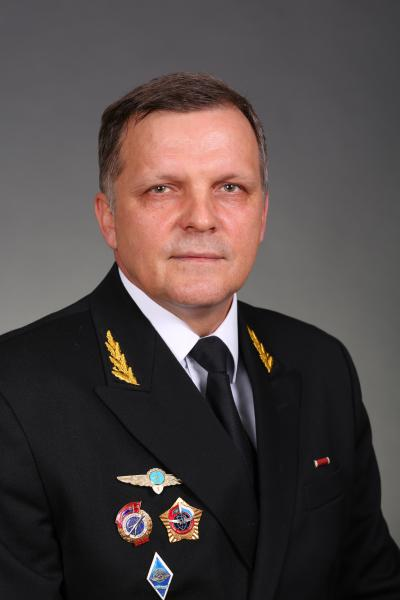
Один из двух первых кавалеров ордена Мужества, лётчик Валерий Остапчук

Как отмечалось в издании «Коммерсантъ Власть», орден Мужества считается «самым массовым орденом современной России»; по оценке издания, на 2014 год количество награждённых орденом превысило 80 тысяч. Как отмечают различные источники, общее количество награждений орденом Мужества превысило 100 тысяч. Среди российских военных распространено неформальное название ордена — «мужик».
Особых льгот для кавалеров ордена Мужества законодательством Российской Федерации не предусмотрено. Военнослужащим, награждённым орденом Мужества, при увольнении из армии полагается единовременное пособие в размере двух окладов.
Первое награждение орденом Мужества было произведено 11 ноября 1994 года. Указом президента России Бориса Ельцина за мужество и отвагу, проявленные при спасении людей с борта теплохода «Яхрома», терпящего бедствие в Баренцевом море, были награждены работники Нарьян-Марского объединённого авиаотряда Архангельского регионального управления воздушного транспорта: заместитель командира лётного отряда Валерий Евгеньевич Остапчук и командир вертолёта Валерий Павлович Афанасьев. Ордена первым кавалерам вручил губернатор Ненецкого автономного округа Юрий Комаровский в здании окружной администрации в Нарьян-Маре.
Среди награждённых орденом значительное количество военнослужащих, сотрудников правоохранительных органов и спасателей. В журнале «Коммерсантъ Власть» подчёркивалось, что подавляющее большинство кавалеров ордена Мужества является участниками боевых действий на Северном Кавказе; так, например, во время штурма Грозного в январе 1995 года к награждению орденом автоматически представлялись все убитые и раненые военнослужащие, причём независимо от боевых заслуг.
Нередки случаи награждения орденом и гражданских лиц; в разные годы кавалерами награды, в том числе и посмертно, становились врачи (педиатр и хирург Л. М. Рошаль), государственные деятели (дипломат В. И. Чуркин), деятели культуры и искусства (певец И. Д. Кобзон), журналисты (военный журналист Е. Е. Поддубный; погибшие в ходе войны в Донбассе журналисты А. Д. Волошин, А. С. Клян, И. В. Корнелюк, А. А. Стенин), спортсмены (теннисист А. Э. Чесноков), педагоги (погибший в результате инцидента со стрельбой в московской школе № 263 учитель А. Н. Кирилов).
Самым молодым кавалером ордена Мужества и одновременно самым молодым гражданином России, удостоенным государственной награды, является погибший в возрасте 7 лет Евгений Табаков. Он был посмертно награждён орденом после своей гибели 28 ноября 2008 года: мальчик пытался защитить свою старшую сестру Яну от ворвавшегося в квартиру насильника, но был убит преступником.

### Групповые награждения

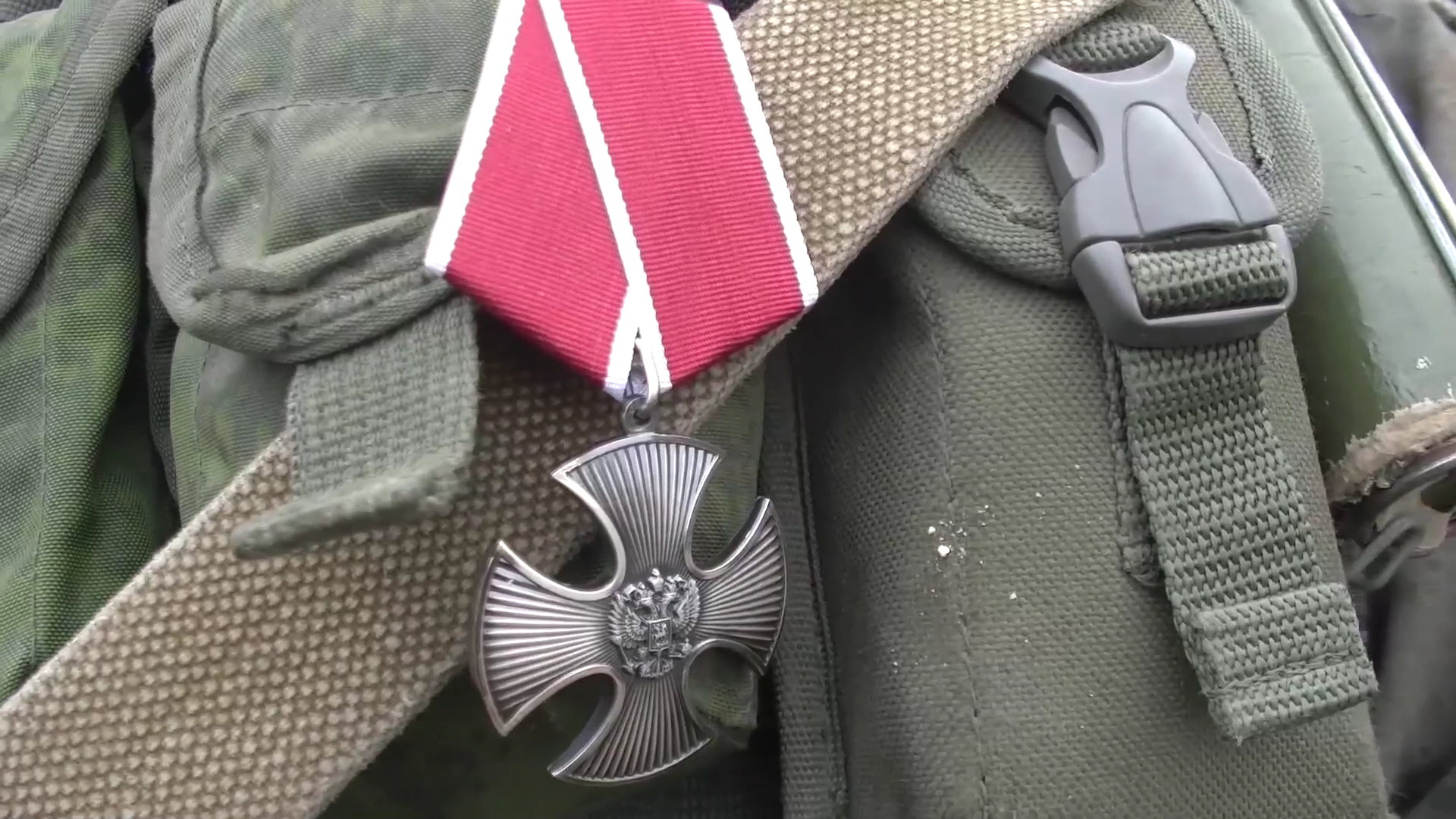
Орден Мужества на полевой униформе после награждения

Первое массовое награждение орденом Мужества относится к периоду первой чеченской войны: к ордену был представлен весь личный состав 3-го усиленного парашютно-десантного батальона 137-го гвардейского парашютно-десантного полка, выполнявшего боевые задачи в период 1 декабря 1994 года по 21 марта 1995 года на территории Чеченской Республики. Впоследствии за батальоном закрепилось литературное название «Батальон Мужества». Известны и другие групповые награждения орденом:
- 22 октября 1998 года посмертно были награждены 98 членов экипажа потерпевшей крушение в марте 1968 года у Гавайских островов советской подводной лодки К-129[28];
- 5 июля 1999 года ордена были удостоены более 500 членов экипажа потерпевшего крушение 29 октября 1955 года линкора «Новороссийск», а также 117 моряков, отличившихся в ходе спасательных работ[29][30][31];
- в августе 1999 года орденом был награждён 31 офицер и солдат Воздушно-десантных войск Российской Федерации — участники марш-броска из Боснии в Косово[32];
- в марте 2000 года были награждены 68 солдат и офицеров 6-й роты 2-го батальона 104-го гвардейского парашютно-десантного полка, принимавшей участие в бою за высоту 776, причём 63 из них — посмертно[6][33][34];
- 26 августа 2000 года посмертно были награждены 117 членов экипажа атомной подводной лодки «Курск», потерпевшей катастрофу 12 августа 2000 года[35][36].

### Многократные кавалеры ордена
Поскольку статутом ордена Мужества допускаются повторные награждения, существуют многократные кавалеры награды. Известны двукратные, трёхкратные, четырёхкратные и шестикратные кавалеры ордена Мужества. Исследователь К. А. Щеголев в своём труде «Современные награды России. Традиции и преемственность» (2009) отмечал, что по состоянию на 2003 год многократно награды были удостоены 716 человек, в том числе дважды — 682 человека (56 из них — посмертно), трижды — 35 человек, а также приводил список из 32 трёхкратных кавалеров награды, отмечая, что составить полный список не удалось. В свою очередь, депутат Государственной думы Н. М. Безбородов приводил данные, в соответствии с которыми по состоянию на 20 декабря 2001 года дважды ордена Мужества были удостоены 850 человек.
За время существования награды четырёх орденов Мужества были удостоены несколько человек, среди них:
- полковник Андрей Валентинович Воловиков, военный лётчик, Герой Российской Федерации[15][39][40];
- подполковник Александр Сергеевич Кузнецов, Герой Российской Федерации[41];
- полковник Сергей Владимирович Милицкий, сотрудник Управления «А» («Альфа») ФСБ России[15];
- полковник полиции Алексей Викторович Новгородов, сотрудник МВД России[15];
- полковник Александр Валерьевич Смирнов, сотрудник Управления «В» («Вымпел») ФСБ России (четвёртый орден — посмертно)[42];
- капитан 1-го ранга Николай Иванович Филин, испытатель глубоководной военной техники, Герой Российской Федерации (четвёртый орден — посмертно)[43];
- полковник полиции Алихан Гарманович Цакаев, командир ОМОН Управления ФСВНГ по Чеченской Республике[44].

Известны шестикратные кавалеры ордена Мужества:
- подполковник Дмитрий Валерьевич Уткин, командир ЧВК «Вагнер», Герой Российской Федерации[45][46];
- Николай Викторович Будько, один из командиров ЧВК «Вагнер», Герой Российской Федерации[47].

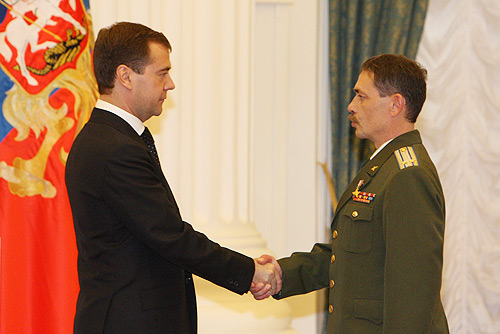
Президент России Дмитрий Медведев и четырёхкратный кавалер ордена Мужества Андрей Воловиков, 15 октября 2008 года
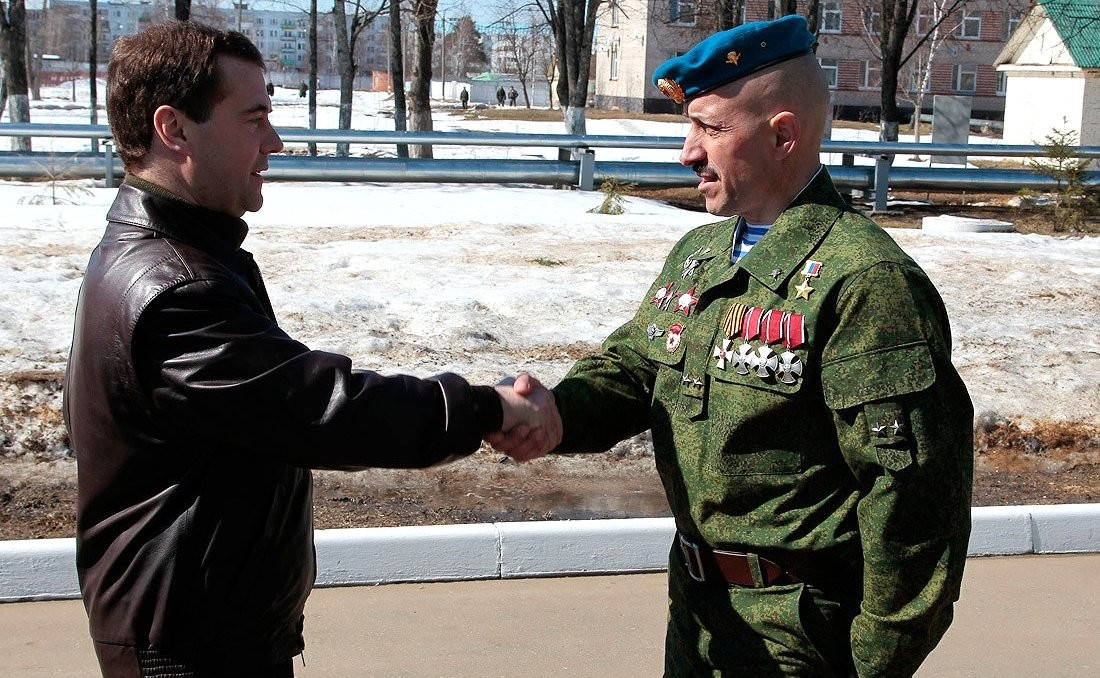
Президент России Дмитрий Медведев и трёхкратный кавалер ордена Мужества Анатолий Лебедь, 4 апреля 2011 года
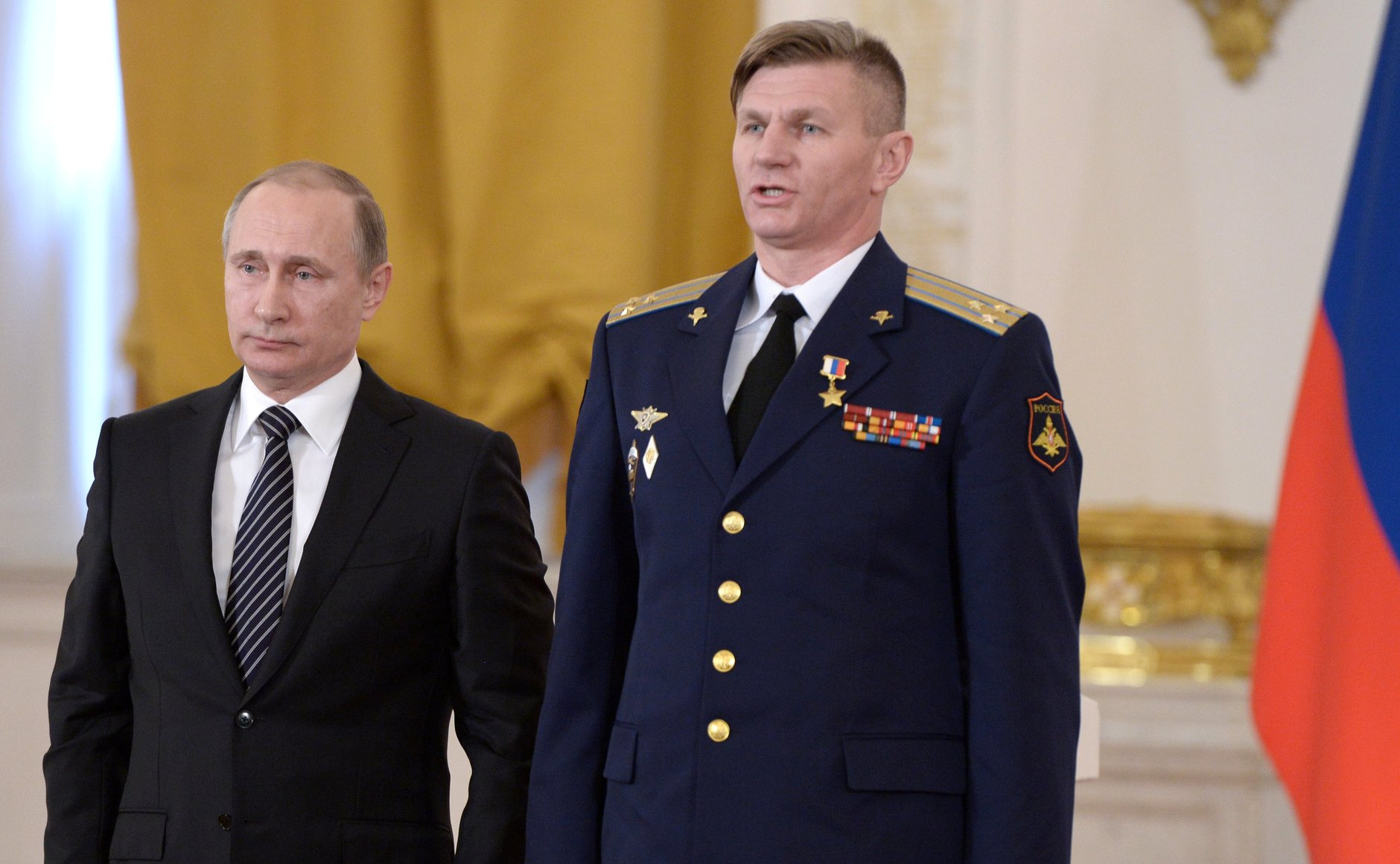
Президент России Владимир Путин и трёхкратный кавалер ордена Мужества Вадим Байкулов, 17 марта 2016 года

## Геральдическое влияние
Одновременно с орденом Мужества была учреждена медаль «За спасение погибавших», автором проекта которой является П. К. Корнаков. Как гласит официальное описание медали, утверждённое Указом Президента Российской Федерации от 7 сентября 2010 года № 1099, на лицевой стороне медали размещено «рельефное изображение знака ордена Мужества».
На связи ордена Мужества и медали «За спасение погибавших» акцентирует внимание А. И. Гончаров, указывая и на другие заимствования. «Сочетание белого и красного цвета ленты медали „За спасение погибавших“ аналогично цветам ленты ордена Мужества. Таким образом, помещённое на аверсе медали изображение ордена Мужества и использование цветов его орденской ленты говорят о непосредственной связи ордена и медали», — отмечает исследователь. По словам Гончарова, данный фактор породил у ряда специалистов предложение о переименовании медали «За спасение погибавших» в медаль Мужества либо в медаль ордена Мужества.
Цвета ленты ордена Мужества используются в ленте российской медали «За храбрость».

## Комментарии
1. ↑  Данное положение введено Указом Президента Российской Федерации от 16 декабря 2011 года № 1631 «О внесении изменений в некоторые акты Президента Российской Федерации».
2. ↑  До 2010 года предусматривалось ношение ордена Мужества при наличии других орденов Российской Федерации после ордена «За заслуги перед Отечеством» IV степени. Указом Президента Российской Федерации от 7 сентября 2010 года № 1099 «О мерах по совершенствованию государственной наградной системы Российской Федерации» был учреждён статут ордена Нахимова, а также изменён статут ордена Мужества.